# Michael Everson
Michael Everson (Norristown, Pensilvania, 9 de enero de 1963) es un lingüista, tipógrafo y experto en codificación de caracteres estadounidense. Destaca por su habilidad en la representación de los sistemas de escritura de todo el mundo en formatos para ordenador y medios digitales.
De él se ha dicho que es "probablemente el principal experto en todo el mundo en la codificación informática de alfabetos" por haber añadido una amplia variedad de caligrafías y caracteres al estándar ISO/IEC 10646. Desde 1993, ha escrito más de doscientas propuestas que han resultado en la adición de miles de caracteres a dicho estándar y al Unicode. 